# Айтубийский сельский округ
Айтубийский сельский округ (каз. Айту би ауылдық округі) — административная единица в составе Каратальского района Жетысуской области Казахстана. Административный центр — село Кокпекти.
Население — 1526 человек в 2009 году; 2004 человека в 1999 году.

## Административное устройство
| Населённый пункт | Население (1999) | Население (2009) |
| ---------------- | ---------------- | ---------------- |
| Айту, село       | 438              | ▼296             |
| Жасталап, село   | 614              | ▼438             |
| Кожбан, село     | 182              | ▲272             |
| Кокпекти, село   | 770              | ▼520             |